# Río Tunka
El río Tunka (del ruso: Тунка) es un río de Rusia que discurre por la república de Buriatia, en Siberia oriental. Es un afluente del río Irkut por la orilla derecha, por lo que es un subafluente del Yeniséi por el Irkut y el Angará.

## Geografía
La cuenca hidrográfica del Tunka tiene una superficie de 811 km² y su caudal en la desembocadura es de 6.7 m³/s.
El Tunka nace en el sudoeste de Buriatia, en los montes Sayanes orientales, más concretamente en los montes Tunkinski. El río es un torrente de montaña que atraviesa los soberbios paisajes protegidos en el vasto zapovédnik Tunkinski. En el seno de estas montañas, el río está orientado globalmente del norte hacia el sur. Toda su cuenca está incluida en el parque.
En su curso inferior, el Tunka penetra por el norte en la depresión de Tunka, gran depresión de una treintena de kilómetros, que separa los montes Tunkinski al norte de los montes Jamar-Dabán al sur. Poco después desemboca en la orilla izquierda del río Irkut al nivel de la pequeña localidad de Tokuren.
El Tunka permanece helado desde la segunda quincena de octubre o la primera de noviembre hasta el fin del mes de abril o el inicio del de mayo.

## Hidrometría en Tokuren
El caudal del Tunka ha sido observado durante 13 años (1979-1990) en Tokuren, estación hidrométrica situada a 3 km de su confluencia con el río Irkut.
El caudal interanual observado en esta estación fue de 6,70 m³/s para una superficie de 811 km², la totalidad de la cuenca del río. La lámina de agua vertida en la cuenca alcanza la cifra de 261 mm por año, que puede ser considerada como bastante elevada, al menos en el contexto siberiano que conoce generalmente cifras inferiores.
Río alimentado ante todo por las lluvias de la estación estival, el Tunka tiene régimen pluvial.
Las crecidas se desarrollan en primavera y en verano, de junio a septiembre, con una cima en julio-agosto, que corresponde al máximo pluvométrico del año.
En el mes de octubre y luego en el de noviembre, el caudal del río cae rápidamente, lo que constituye el inicio del periodo de estiaje, que tiene lugar de noviembre a abril incluido.
El caudal medio mensual observado en marzo (mínimo de estiaje) es de 2,02 m³/s, lo que representa cerca del 15% del caudal medio del mes de agosto (13,7 m³/s), lo que testimonia la amplitud moderada de las variaciones estacionales.
Estas diferencias de caudal pueden ser más marcadas a lo largo de los años: en los 13 años del estudio, el caudal mensual mínimo fue de 1,12 m³/s en marzo de 1983, mientras que el caudal máximo se elevó a 20,0 m³/s en agosto de 1990.
En lo que concierne al periodo estival, libre de hielos (de junio a septiembre incluido), el caudal mínimo observado ha sido de 5,19 m³/s en junio de 1979.
| Caudal medio mensual del Tunka en la estación hidrométrica de Tokuren (Datos calculados en 13 años, 1979-90, en m³/s) |
| |